# Heuschrecke 10
L'Heuschrecke 10 è stato un prototipo di semovente d'artiglieria progettato dalla Germania nel corso della seconda guerra mondiale, tra il 1943 e il 1944, per sperimentare il concetto di Waffenträger o veicolo porta-armi: fu preceduto dall'Heuschrecke IVb, il cui numero d'identificazione era Sd.Kfz. 165/1 e che fu fornito in una piccola preserie di esemplari.

## Storia
Nel settembre 1939, con la seconda guerra mondiale appena iniziata, la Krupp progettò uno dei primi semoventi d'artiglieria al mondo, fornendone due prototipi per i collaudi che si conclusero con l'accettazione del mezzo nel gennaio 1942 da parte dell'esercito.

### Sviluppo
Frattanto nel 1941 la Krupp-Gruson di Magdeburgo, prendendo spunto da tale lavoro, fabbricò alcuni modelli guida di semoventi usando lo scafo modificato del Panzer IV: a differenza di quello originale, infatti, presentava un treno di rotolamento con tre carrelli e sei ruote di maggiore diametro. I mezzi furono inoltre dotati di un Maybach HL 66 P da 6 cilindri eroganti 188 hp, da sostituirsi però durante la produzione di serie con un Maybach HL 90 P20k da 12 cilindri e 320 hp. La corazzatura era compresa tra un minimo di 10 mm (cielo della sovrastruttura) a un massimo di 30 mm (sovrastruttura e scafo frontali); in torretta, dal brandeggio limitato a 140°, era stato installato un obice leFH 18/1 da 105 mm e lungo 28 calibri (L/28). La Krupp-Gruson produsse una preserie di dieci esemplari numerati da 150631 a 150640 e denominati 10,5 cm leFH 18/1 (Sf) auf Geschützwagen IVb. Testati sul fronte orientale tra il 1942 e il 1943 nei ranghi della 16. Panzerdivision, ne venne comunque bloccato lo sviluppo perché fu constatato che anche lo scafo dell'obsoleto Panzer II poteva accogliere l'obice.